# جی. آر. دی. تاتا
جهانگیر راتانجی دادابوی تاتا (به انگلیسی: J. R. D. Tata) (زاده ۲۹ ژوئیه ۱۹۰۴ – درگذشته ۲۹ نوامبر ۱۹۹۳) کارآفرین، بازرگان، خلبان و مدیر ارشد اجرایی هندی بود، که بنیانگذار شرکت‌های تاتا موتورز، خدمات مشاوره تاتا و ایر ایندیا می‌باشد. وی از پارسیان هند بشمار می‌آید و از تأثیرگذارترین اعضای خانواده تاتا محسوب می‌شود.
او اولین گواهینامه خلبانی هند را در سال ۱۹۲۹ کسب کرد. و مفتخر به دریافت نشان فرانسوی لژیون دونور بالاترین نشان کشور فرانسه در ۱۹۸۳ و بالاترین جایزه و نشان شهروندی هند بهارات راتنا در سال ۱۹۹۲ گردید.

## کسب‌وکار

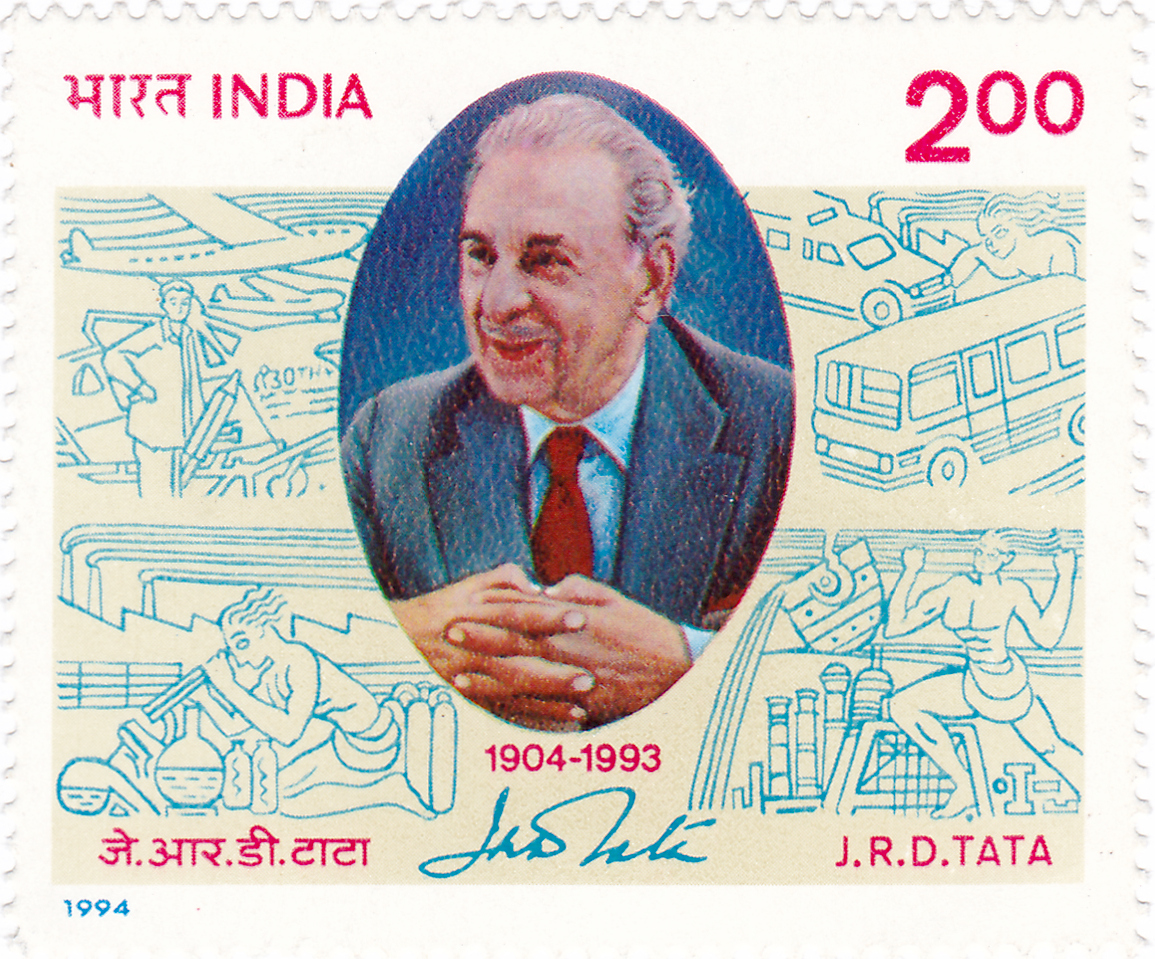
تاتا در سال ۱۹۹۴

هنگامی که تاتا در سفر بود، از دوست پدرش، پیشگام لویی بلریو، اولین مردی که از طریق کانال انگلیس پرواز کرد، الهام گرفت و پرواز را آغاز کرد. در ۱۰ فوریه ۱۹۲۹، تاتا اولین مجوز خلبانی را که در هند صادر شد دریافت کرد. بعداً وی به عنوان پدر هواپیمایی کشوری هند شناخته شد. وی اولین شرکت هواپیمایی تجاری هند، خطوط هوایی تاتا را در سال ۱۹۳۲ تأسیس کرد که در سال ۱۹۶۴ به ایر ایندیا تبدیل شد و اکنون خط هوایی ملی هند است. او و نویل وینسنت در ساخت هواپیمایی تاتا با هم همکاری کردند، آنها همچنین دوستان خوبی نیز بودند. در سال ۱۹۳۲، سرویس هواپیمایی تاتا، پیشرو شرکت هواپیمایی تاتا و ایر هند، به آسمان آمد. در همان سال او اولین پرواز پستی تجاری را به فرودگاه جوهو، انجام داد.
او در سال ۱۹۲۵ به عنوان شاگردی بدون حقوق به تاتا سَنز (برادران تاتا) پیوست. در سال ۱۹۳۸، در سن ۳۴ سالگی، تاتا به عنوان رئیس تاتا سَنز انتخاب شد و وی را به عنوان رئیس بزرگترین گروه صنعتی در هند معرفی کرد. وی مسئولیت ریاست تاتا سَنز را از پسر عموی دوم خود، نوروجی ساکلاتوالا به عهده گرفت. او برای دهه‌ها، گروه عظیم شرکت تاتا را با علاقه عمده به فولاد، مهندسی، نیرو، مواد شیمیایی و مهمان نوازی هدایت می‌کرد. وی به دلیل موفقیت در تجارت در حالی که استانداردهای اخلاقی بالایی را حفظ می‌کرد، از رشوه دادن به سیاستمداران یا استفاده از بازار سیاه مشهور بود.
تحت ریاست وی، دارایی‌های گروه تاتا از ۱۰۰ میلیون دلار به بیش از ۵ میلیارد دلار رسید. او با ۱۴ شرکت تحت رهبری خود و نیم قرن بعد در ۲۶ ژوئیه ۱۹۸۸، هنگامی که شرکت را ترک کرد، تاتا سَنز (برادران تاتا) هولدینگی از ۹۵ شرکت بود که یا آنها را راه اندازی می‌کردند یا دارای منافع کنترلی بودند.
وی از زمان تأسیس در سال ۱۹۳۲ برای بیش از نیم قرن متولی سرآمد دورابجی تاتا ترست بود. تحت نظر وی، این سازمان اولین بیمارستان تاتا برای تحقیقات و درمان سرطان در آسیا، بود که در سال ۱۹۴۱ در بمبئی تأسیس شد. وی همچنین مؤسسه علوم اجتماعی تاتا (۱۹۳۶)، مؤسسه تحقیقات بنیادی تاتا (۱۹۴۵) و مرکز ملی هنرهای نمایشی را تأسیس کرد.
در سال ۱۹۴۵، او تاتا موتورز را تأسیس کرد و در سال ۱۹۴۸، تاتا خطوط هوایی بین‌المللی هند را به عنوان اولین شرکت هواپیمایی در هند راه اندازی کرد. در سال ۱۹۵۳، دولت هند تاتا را به عنوان رئیس ایر ایندیا و مدیر هیئت مدیره هواپیمایی هند منصوب کرد، منصبی که وی به مدت ۲۵ سال آنرا حفظ کرد. به خاطر تاجگذاری در عرصه هواپیمایی، عنوان افتخاری هواپیمای کمدیور هند به وی اعطا شد.
تاتا بسیار مراقب کارگران خود بود. در سال ۱۹۵۶، او برنامه‌ای برای «همکاری کارمندان با مدیریت» نزدیکتر آغاز کرد تا کارگران صدای قوی تری در امور شرکت داشته باشند. او کاملاً به رفاه کارمندان اعتقاد داشت و از اصول هشت ساعته روز کاری، کمک‌های پزشکی رایگان، طرح مشیت کاری کارگران و طرح‌های جبران حوادث کارگران که بعداً به عنوان الزامات قانونی در هند تصویب شد، پیروی می‌کرد.
وی همچنین عضو بنیانگذار اولین هیئت حاکمه شورای ملی تحقیقات اقتصادی کاربردی در دهلی نو، اولین مؤسسه مستقل سیاست اقتصادی هند بود که در سال ۱۹۵۶ تأسیس شد. در ۱۹۶۸، وی خدمات مشاوره تاتا را به عنوان مرکز رایانه تاتا تأسیس کرد. در سال ۱۹۷۹، تاتا استیل اقدام جدیدی را آغاز کرد: کارگری از لحظه خروج از خانه برای کار تا زمان بازگشت از کار به خانه «کار» تلقی می‌شود. این امر باعث شد شرکت مسئولیت مالی در قبال کارگر در قبال هر گونه خطا در مسیر رفت و برگشت به کارگر را داشته باشد. وی در سال ۱۹۸۷ صنایع تیتان را تأسیس کرد.
جمشیدپور همچنین به دلیل کیفیت زندگی، شرایط بهداشتی، جاده‌ها و رفاه که توسط تاتا استیل ارائه شده‌بود، به عنوان شهر جهانی سازمان ملل متحد انتخاب شد.